# Olaf (Disney)
Olaf  é um personagem fictício que aparece no 53º filme de animação dos estúdios Walt Disney Pictures, Frozen, lançado em 2013. Um dos protagonistas do filme, Olaf é um boneco de neve, criado por Elsa, que vive nas montanhas de Arendelle. Foi dublado originalmente pelo ator Josh Gad. Na versão brasileira, o personagem é dublado pelo ator e comediante Fábio Porchat.

## Desenvolvimento

### Origem e concepção
Tentativas de produzirem o conto de fadas A Rainha da Neve de Hans Christian Andersen começaram nos Estúdios Disney por volta de 1943. No entanto, a história e seus personagens provaram ser muito simbólicos e Walt Disney foi incapaz de encontrar uma maneira de fazer o filme A Rainha da Neve de uma forma "leal" ao conto original e, eventualmente, abandonou o projeto. Vários executivos de cinema mais tarde fizeram esforços para prosseguir com o projeto, porém todas estas propostas foram mais tarde arquivadas em consequência de problemas semelhantes.
Porém por volta de 2008, Chris Buck mostrou a sua versão de A Rainha da Neve para a Disney. Na época, o projeto seria uma animação tradicional chamada Anna e a Rainha da Neve. Esta versão foi "completamente diferente" de Frozen; pois tinha um enredo muito próximo do material original e contou com um caráter totalmente diferente a Olaf. No entanto no início de 2010, o projeto foi desfeito novamente. Depois do sucesso de Enrolados, a Disney anunciou em 22 de dezembro de 2011 um novo filme, Frozen, junto com sua data de estreia, 27 de novembro de 2013. O novo roteiro, que contou com "o mesmo conceito, mas foi completamente reescrito", finalmente resolveu o problema a longo prazo com a história de Andersen, retratando Anna e Elsa como irmãs.

### Voz
Josh Gad, um ator mais conhecido por sua atuação como o Elder Arnold Cunningham na peça da Broadway O Livro de Mórmon (que foi co-escrito pelo co-compositor do filme Robert Lopez), foi escalado para dublar Olaf. Gad declarou que atuar em um filme da Disney era "uma espécie de sonho" para ele, já que ele sempre foi fã de filmes da Disney em geral com uma predileção com as animações. "Eu cresci durante a segunda era de ouro da animação da Disney, quando todos os filmes que saíram foram um sucesso - A Pequena Sereia, A Bela e a Fera, Aladdin, O Rei Leão", disse ele. Impressionado com as performances de personagens cômicos, como Timon e Pumba em O Rei Leão, ou O Gênio em Aladdin, Gad lembrou que ele tinha focado na interpretação de personagens cômicos durante sua infância: "Lembro-me [...] dizendo: "Eu quero fazer isso um dia. Eu realmente quero fazer isso", lembrou.

### Design e caracterização
Como um boneco de neve construído por Anna e Elsa em conjunto, quando crianças, Olaf representa o amor inocente e a alegria que as irmãs uma vez tiveram quando elas eram crianças, antes de serem separadas. Ele não é apenas engraçado, ele também tem um "grande papel nos filmes desempenhando a inocência do amor durante as situações de medo." "Olaf não poderia simplesmente ser jogado dentro do filme, ele tinha que ter um propósito" e que um de seus objetivos era o de ser a personificação da relação entre irmãs que ficou fria. "Quando Anna e Elsa eram muito pequenas, e antes de os poderes de Elsa acidentalmente ferirem Anna, elas brincavam. Elas fugiam e brincavam com os poderes de Elsa. E você vê a sua construção no momento em que é mostrado o amor das duas irmãs quando crianças. Ele não é mágico. Ele não vem a ter vida. Mas elas o chamam de Olaf e ele gosta muito de abraços quentinhos." "Ele inspira o olhar. E assim, quando Elsa está cantando "Let It Go" ("Livre Estou"), obviamente, a primeira coisa que ela faz é voltar para o último momento em que ela estava feliz. E foi naquele momento,ele está embutido nisso. Ele é o amor fraternal." "Os temas contínuos que podem ser vistos durante todo o filme giram em torno do poder do amor e do medo. Olaf, em uma extremidade do espectro, representa a forma mais inocente do amor. É possível que ele se assemelhe a algumas características de Anna mais nova. Isso fornece uma conexão entre o passado feliz das irmãs e sua capacidade de lembrar que a amor em tempos difíceis. No geral seu personagem fornece a maior parte das cenas cômicas encontradas no filme, enquanto transmite inocência amável e pureza." "É assim, ele é inocente e divertido, mas, ao mesmo tempo trás momentos sérios. Então, ele é engraçado, obiaviamente como o lado infantil de qualquer pessoa" afirmou Jennifer Lee. "E ele pode as vezes dizer coisas muito tristes também." Comentou Chris Buck.
Em julho de 2013, a Disney lançou imagens dos personagens principais do filme, juntamente com contornos de seus papéis na história. Olaf recebeu a seguinte descrição:
Este é Olaf e ele gosta de abraços quentinhos. Nascido dos poderes mágicos de Elsa, Olaf é de longe o boneco de neve mais amigável que passeia pelas montanhas sobre Arendelle. A sua inocência, sua personalidade extrovertida e a incrível capacidade de se desmontar do nada e se remontar resultam em momentos estranhos mas de grande humor. Ele até pode ter o sonho mais impossível do mundo, mas o que ele não sabe não o derrete, ou será que sim?
Nos primeiros projetos de roteiro, Olaf havia sido originalmente escrito como um dos guardas de neve do castelo de Elsa e chefiaria o exercíto assustador de Elsa . Buck falou sobre que esta definição do personagem foi excluída "Nós sempre falamos sobre como ela estava tentando aprender mais sobre seus poderes. Então nós conversamos sobre isso como se fosse a primeira panqueca. Você sabe que panquecas ficam queimadas na parte inferior e assim você joga fora. Bem, este é o Olaf. Olaf foi sua primeira panqueca." A fim de manter o personagem ficar muito complexo, os diretores queriam que ele tivesse uma inocência infantil. De acordo com Lee, "Quando você é uma criança, as situações engraçadas e de constrangimento quando você faz um boneco de neve e ele fica com a cabeça imperfeita" e é assim que eles vieram para cima com as ideias quando se pensa como as crianças pensam em um boneco de neve.
Durante o período das sessões de gravação das vozes do filme, Josh Gad também fez muitas. Mas, tanto Gad e os diretores foram extremamente cuidadosos para que Olaf não se tornasse o protagonista do filme. "Olaf era mais um esboço até que tivemos os testes com Gad,e,logo em seguida entramos na brincadeira,e vimos que seria divertido e foi assim realmente assim que encontramos a sua voz. Nós percebemos que Gad realmente estava engajado nisso." "Ele era muito mais engraçado do que eu esperava, em grande parte graças a Josh Gad que surpreendentemente conseguiu dar a vida a um "iludido" (Peter Del Vecho). O desempenho de estúdio de Gad foi gravado, e os animadores usaram suas expressões faciais e movimentos físicos como uma referência para a animação do personagem.
Hyrum Osmond, um dos supervisores de animação do filme, serviu como a ligação do personagem para Olaf. Del Vechio o descreveu como "calmo, mas ele tem uma personalidade doida,o que o torna engraçado e por isso sabia que ele seria o lado cômico da história." O próprio Osmond admitiu que "Minha personalidade é um pouco como a de Olaf."
Os cineastas desenvolveram um novo software chamado Spaces para ajudar os artistas na desconstrução e reconstrução de Olaf, como parte do processo de animação."Era uma espécie de sonho de um animador", entusiasmou Osmond. "Você tem um personagem que pode vir de longe. Nós dissemos ao pessoal da animação, "estamos só nos divertindo com ele." "A parte divertida de Olaf, foi que desde cedo,as que suas partes do corpo podiam se desmoronar e sabíamos que teríamos que tirar o máximo de proveito disso. Você vai ver um pouco mais do que no filme de forma surpreendente". (Chris Buck). "Olaf tornou-se o seu próprio tipo de personagem de quadrinhos de destaque e os animadores estão se divertindo ao animar ele. Há um monte de formas -Quero dizer, mas há muitas - e ele é o único personagem que pode se jogar de um penhasco,ter se desmontado no meio do caminho, e ainda sobreviver e ser feliz. Nós temos o contraste de Olaf ser um boneco de neve, mas amar a ideia do Verão"(Peter Del Vechio).

## Aparições

### Frozen
Sua primeira aparição em Frozen é durante a infância de Anna e Elsa como um boneco de neve inanimado. Mais tarde, quando Elsa se torna a rainha da neve, ela o cria mais uma vez e, sem saber, ela lhe concede a vida. Embora durante a procura de Elsa, Anna encontra a versão viva de Olaf e lhe encaixa o nariz de cenoura que ele estava procurando ao mesmo tempo em que ele de forma inocente se imaginava no verão,sem saber que iria derreter com o calor. Olaf, então, ajuda Anna a chegar ao topo da Montanha do Norte para encontrar sua irmã.
Depois de ser expulso por Marshmallow, Olaf segue Anna , Kristoff e Sven para o vale das rochas, onde os trolls vivem, a procura de ajuda para salvar Anna. Lá, os trolls tentar casar Anna com Kristoff e Olaf canta uma música na sequência.
O grupo pensa que "beijo do verdadeiro amor" pode salvar Anna, e então voltam para Arendelle. Olaf se perde no meio do caminho, e só aparece novamente na biblioteca após a traição de Hans. Olaf conforta Anna, dizendo-lhe o verdadeiro significado do amor. Em seguida, eles colocam a cabeça para fora da janela para encontrar Kristoff, mas Olaf acaba sendo soprado e desfeito. No final, quando Elsa finalmente dissipa o inverno eterno e restabelece-se como rainha, ela cria uma nuvem de neve para ficar diretamente acima dele para que ele pudesse realizar o seu sonho de viver no verão sem derreter.

### Parques temáticos
Na Disneyland, há uma fala de áudio-animatrônico de Olaf sentado em cima do telhado Cottage da casa em que estavam os Cosplays de Anna e Elsa. Olaf fez sua primeira aparição nos parques da Disney de 5 julho a 1° de setembro de 2014, como parte do "Frozen" Summer Fun" show no Disney's Hollywood Studios.As aparições de Olaf são recorrentes nos Parques,aparecendo também durante as férias de verão,para atualizar o público de suas aventuras durante o período. O personagem também aparece em "Frozen" Fireworks Spectacular ao lado de Anna, Elsa e Kristoff, uma seção de fogos de artifício com a música de Frozen "Let it Go". Anna, Elsa, Kristoff, e Olaf tem um segmento na parada de Natal do Mickey,que aconteceu durante o período de natal no Magic Kingdom,durante novembro e dezembro de 2014 (a partir de 7 novembro-31 dezembro). Oficialmente começando em 07 de janeiro de 2014, os Cosplays de Olaf começaram a fazer aparições no Disney California Adventure em um evento chamado "A Festa na Neve de Olaf",no qual os visitantes podem aprender a desenhar Olaf e o Marshmallow no prédio da Disney`s Animation Academy,fazendo parte também de um evento relacionado ao filme o "Frozen Fun".

## Recepção
Desde o lançamento do filme, Olaf ganhou a aclamação da crítica por sua comédia e sua voz feita por Josh Gad, com muitos críticos o comparando com a O Gênio de Aladdin, um outro personagem "cômico" que recebeu a aclamação universal em cima do lançamento original do filme. No Brasil a dublagem do ator Fábio Porchat foi bem aclamada pela critica nacional